# إيلا بالينتين
إيلا بالينتين (بالإنجليزية: Ella Ballentine)‏ (من مواليد 18 يوليو 2001 في تورونتو، كندا) هي ممثلة تلفزيونية وأفلام كندية.

## روابط خارجية
- إيلا بالينتين على موقع IMDb (الإنجليزية)
- إيلا بالينتين على موقع ميتاكريتيك (الإنجليزية)
- إيلا بالينتين على موقع روتن توميتوز (الإنجليزية)
- إيلا بالينتين على موقع قاعدة بيانات الأفلام العربية
- إيلا بالينتين على موقع ألو سيني (الفرنسية)
- إيلا بالينتين على موقع أول موفي (الإنجليزية)
- إيلا بالينتين على موقع قاعدة بيانات الفيلم (الإنجليزية)
- إيلا بالينتين على موقع ليتربوكسد (الإنجليزية)
- إيلا بالينتين على موقع كينوبويسك (الروسية)